# 大卫·鲍里斯·頗爾
大卫·鲍里斯·頗爾（1914年4月2日—2004年9月21日）是一位美国化学家和发明家，在麦吉尔大学获得化学学士学位和物理化学博士学位，1946年创立了以自己姓氏命名的頗爾公司，1990年获美国国家技术与创新奖章，其孙子有老菸槍雙人組中的亚历克斯·颇尔。